# واکسن حصبه

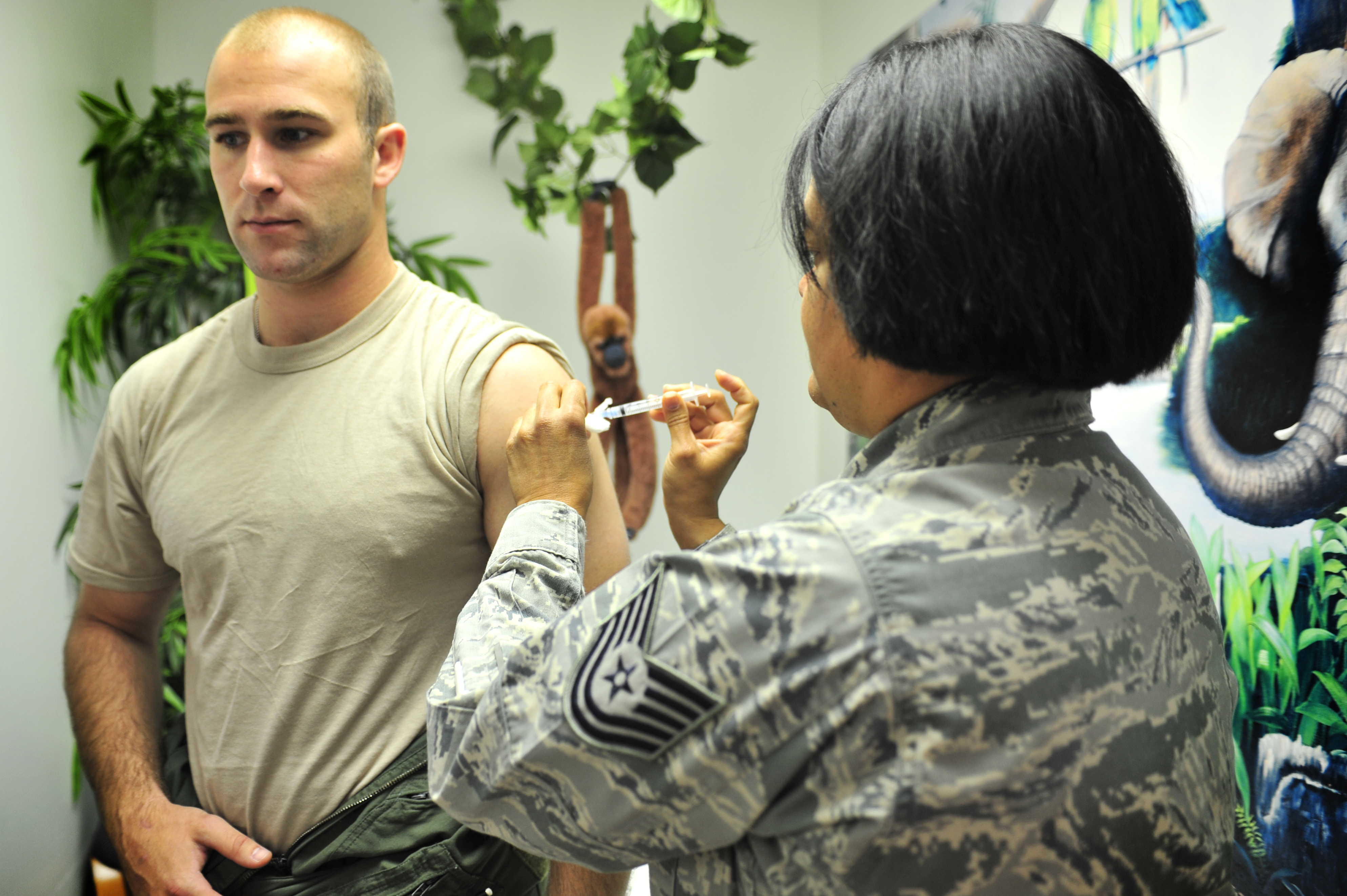
واکسن حصبه

واکسن حصبه یک واکسن است که برای جلوگیری از تب حصبه بکار می‌رود. دو نوع از این واکسن وجود دارد که به طور گسترده‌ای در دسترس می‌باشد: Ty21a (یک واکسن زنده که از طریق دهان تجویز می‌شود) و واکسن پلی ساکارید کپسولی تزریقی (یک واکسن زیر واحد تزریقی). بسته به واکسن مورد استفاده، در طی دو سال اول پس از تزریق حدود ۳۰ تا ۷۰٪ مؤثر می‌باشند.
سازمان بهداشت جهانی (WHO) توصیه می‌کند واکسیناسیون همه کودکان در مناطقی که این بیماری شایع است صورت بگیرد. در غیر این صورت توصیه می‌شود واکسیناسیون افراد در معرض خطر انجام شود. دوره‌های واکسیناسیون گسترده نیز می‌توانید برای کنترل شیوع بیماری بکار رود. بسطه به وضعیت، دوز اضافی هر یک تا هفت سال توصیه می‌شود. در ایالات‌متحده واکسن تنها برای کسانی توصیه می‌شود که در معرض خطر قرار دارند، مانند مسافران به مناطقی از جهان که در آن بیماری حصبه شایع است.
واکسن کنونی بسیار امن است. عوارض جانبی جزئی ممکن است در محل تزریق رخ دهد. واکسن تزریقی در مبتلایان به HIV/AIDS بی‌خطر است و واکسن خوراکی را می‌توان تا زمانی مصرف کرد که علائم جانبی مشاهده نشوند. ایمنی واکسن خوراکی در دوران بارداری نامشخص است.
اولین واکسن حصبه در سال ۱۸۹۶ توسط آلمورث ادوارد رایت، ریچارد فایفر و ویلهلم کول تهیه گردید. با توجه به عوارض جانبی در حال حاضر فرمولاسیون جدیدتری توصیه می‌شود. واکسن حصبه درفهرست داروهای ضروری سازمان جهانی بهداشت قرار دارد، که عبارت است از مهم‌ترین داروهای مورد نیاز در یک نظام سلامت پایه. هزینه عمده فروشی آن ۴٫۴۴ دلار در هر دوز می‌باشد (ارقام سال 2014). در ایالات متحده هزینه آن ۲۵ تا ۵۰ دلار است.

## کاربردهای پزشکی
Ty21a و واکسن پلی ساکاریدی در کاهش تب حصبه با نرخ پایینی از عوارض جانبی مؤثر می‌باشد. واکسن‌های جدیدتر مانند Vi-rEPA به نظر امیدوار کننده هستند.
واکسن خوراکی Ty21a یک سوم تا نیمی از موارد حصبه را در دو سال اول پس از واکسیناسیون پیشگیری می‌کند اما تا به حال هیچ سودی از آن در سال سوم مشاهده نشده است. واکسن Vi پلی ساکاریدی از حدود دو-سوم از موارد حصبه در سال اول پس از واکسیناسیون پیشگیری می‌کند و در سال سوم یک اثر تجمعی حدود ۵۵ درصد برای آن مشاهده شده است. هیچ‌کدام از این واکسن‌ها در کودکان زیر ۵ سال مؤثر نیستند. Vi-rEPA یک واکسن جدید مزدوج به فرم تزریقی است که ممکن است بیشتر مؤثر بوده و در بسیاری از کودکان زیر سن ۵ سال از این بیماری پیشگیری نماید. در یک آزمایش در کودکان ۲-تا-۵-سال در ویتنام این واکسن تا به حال بیش از ۹۰ درصد اثر در سال اول فراهم کرد و حفاظت آن حداقل ۴ سال به طول انجامید.

### برنامه
بسته به فرمولاسیون، این واکسن را می‌توان در سن دو یا پنج سال شروع کرد. سه یا چهار دوز تجویز می‌شوند و فاصله هر دوز با دوز دیگر دو روز است. مقامات مختلف توصیه می‌کنند علاوه بر این دوز هر یک تا هفت سال یک دوز دیگر تجویز گردد.
Ty21a را می‌توان از سن دو سال یا بشتر بکار برد. دوز تقویتی هر ۵ سال در ایالات متحده توصیه می‌شود. واکسن پلی ساکاریدی برای استفاده از سن دو سالگی به بعد مجاز بوده و دوز تقویتی هر سه سال توصیه می‌شود.